# 스티브 핀리

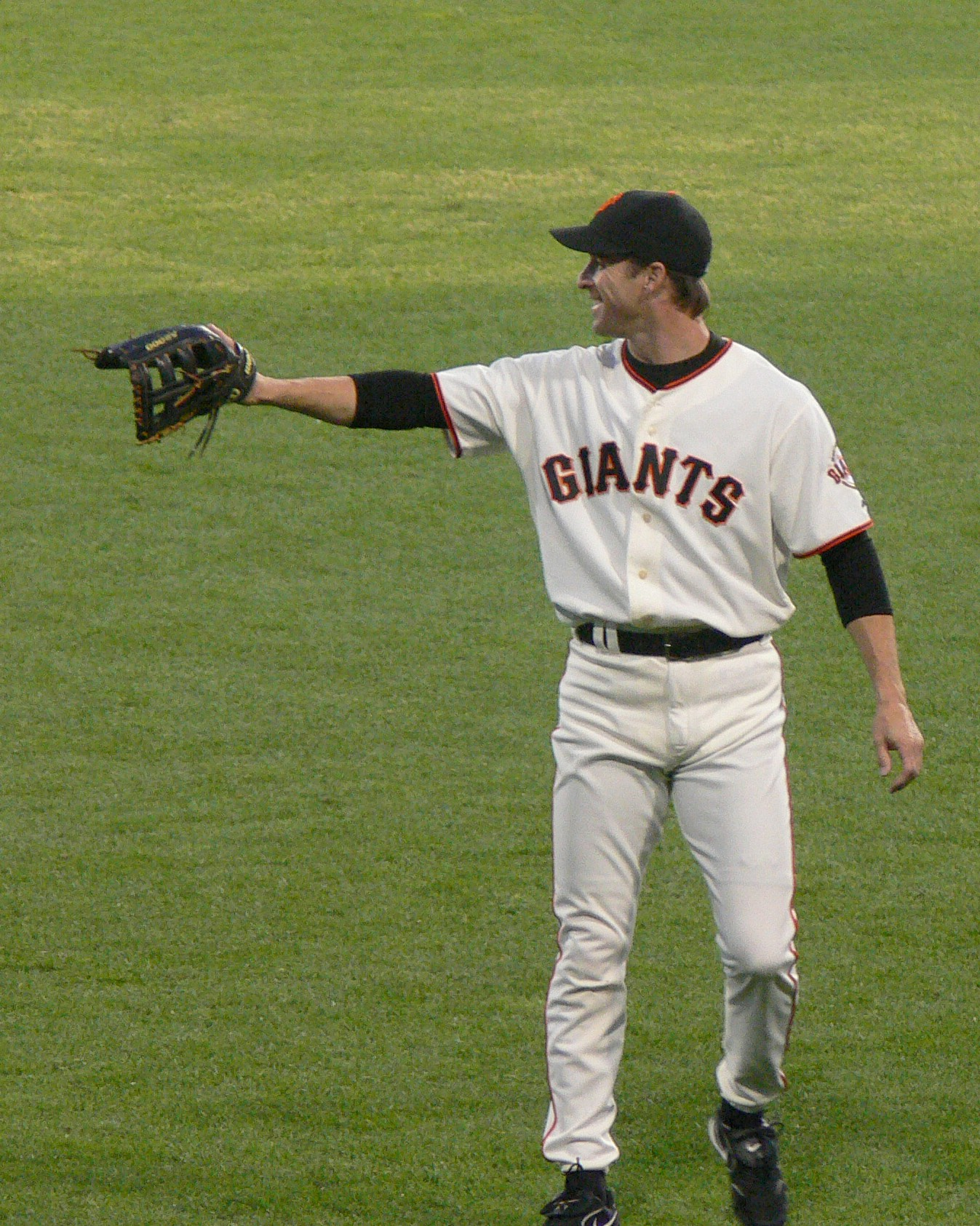

스티브 앨런 핀리(1965년 3월 12일 ~ )는 전 미국 메이저 리그 야구 선수로 두 번의 올스타와 한 번의 월드 시리즈 우승 그리고 다섯 번의 골드 글러브 수상 경력이 있으며 현재 브라질 야구 국가대표팀 감독을 맡고 있다.